# Hemimyzon abbreviata
Hemimyzon abbreviata är en fiskart som först beskrevs av Günther 1892.  Hemimyzon abbreviata ingår i släktet Hemimyzon, och familjen grönlingsfiskar. Inga underarter finns listade. Fisken är endemisk i Kina och förekommer i Yangtzeflodens övre lopp i Sichuan-provinsen.